# Burak Tozkoparan
Burak Tozkoparan (ur. 14 listopada 1992 w Stambule) – turecki aktor i perkusista.

## Życiorys
Urodził się w Stambule jako syn Nimet i Avniego Tozkoparana. Jego rodzina pochodziła z Lazów z Rize. Wychowywał się z dwoma braćmi - Ugurem i Serhatem. 
2 kwietnia 2011 zdobył nagrodę w kategorii instrumentalistów dla najlepszego perkusisty w 14. Konkursie Muzyki Licealnej w Bostancı Show Center. Uczęszczał na uniwersytet Okan, gdzie ukończył kierunek związany z filmem i telewizją. W międzyczasie kontynuował karierę muzyczną jako członek różnych zespołów. Przez pewien czas był perkusistą w zespole Pervane.
Brał udział w reklamach. Po raz pierwszy pojawił się na telewizyjnym ekranie w roli Ozana Gürpınara w serialu Rozdarte serca (Paramparça, 2014-2017). Następnie wystąpił jako Mert w komedii romantycznej Hesapta Aşk (2016), serialu komediowym Gençligim Eyvah (2020) jako Zola Asmalı i melodramacie historycznym Zadurzony miłością (Mest-i Aşk, 2020) jako Sultan Walad, syn Rumiego (Parsa Pirouzfar)

## Filmografia
| Rok       | Tytuł           | Rola          |
| --------- | --------------- | ------------- |
| 2014-2017 | Rozdarte serca  | Ozan Gürpınar |
| 2016      | Hesapta Aşk     | Mert          |
| 2017      | Kırgın Çiçekler | Ali           |
| 2019      | Sesinde Aşk Var | Rüzgar        |
| 2019      | Tek Yürek       | Cem Saruhan   |
| 2020      | Gençliğim Eyvah | Zola          |